# Iratxe Fresneda Delgado
Iratxe Fresneda Delgado (Arrigorriaga, Vizcaya, 17 de enero de 1974) es una cineasta española, guionista y profesora universitaria. 

## Biografía
Nacida en Bilbao en 1974, Iratxe Fresneda es doctora en Comunicación Audiovisual y, desde 2004, profesora del Departamento de Comunicación Audiovisual y Publicidad de la Facultad de Ciencias Sociales y de la Comunicación de la Universidad del País Vasco (UPV/EHU) en las materias de Imagen, género e identidad y Guion II. También ha sido profesora visitante en la University of Nevada, Reno (EE. UU.), en El Departamento de Film Studies de Lund University (Suecia), en el laboratorio Framespa de la Université de Toulouse II - Le Mirail (Francia) y en la CUNY The City University of New York.
Experta en cine escandinavo y en trabajo con archivos fílmicos, ha participado en varios proyectos de investigación internacional como el RIVIC (Red Interdisciplinar Internacional sobre las Verdades de la Imagen Hispánica Contemporánea) e IP del grupo de Investigación de estudios audiovisuales escandinavos de la UPV-EHU Broen.
En 2013, presentó una tesis doctoral titulada Los estereotipos de mujer en el cine de Lars von Trier. Medea, Rompiendo las Olas, Los Idiotas, Bailar en la Oscuridad, Dogville.  Fresneda analizó los personajes femeninos de la obra audiovisual del cineasta danés Lars von Trier; para ello, obtuvo una beca del Departamento de Investigación y Política Científica del Gobierno Vasco.
En 2016, presentó la película Irrintziaren oihartzunak en la sección Zinemira del 64.º Festival de San Sebastián; el documental visibiliza el trabajo de Mirentxu Loyarte, la primera directora de cine vasca que realizó una obra en euskara y sirve para darle el reconocimiento que se merece, ya que ha permanecido en la sombra hasta ahora”.
En octubre de 2018, estrenó Lurralde hotzak  - Cold Lands, un road movie de no ficción en el Festival Internacional de cine de Gijón. En este documental de creación, la mirada de la cineasta se cruza con la de la apicultura, la arquitectura y la luz del norte. La directora reflexiona sobre el estado de las imágenes cinematográficas, utilizando las huellas de la historia cinematográfica y los recursos cinematográficos actuales.
En noviembre de 2022, estreno Tetuán, en la sección oficial Terres en Trance en el 60 en el Festival Internacional de cine de Gijón. “Tetuán” es un documental de creación que investiga, desde la actualidad, conceptos como la migración o la memoria. Mostrar otras imágenes y otros discursos desde una perspectiva antropológica y social y rescatar los aspectos positivos de la migración y el intercambio cultural son algunos de los objetivos pilares de la película. ‘Tetuán’ cierra su ‘trilogía del registro’. 

## Obras
- Irrintziaren oihartzunak (Los ecos del Irrintzi), 2016[9] (directora, guionista y productora)
- Lurralde hotzak (Cold lands Archivado el 9 de mayo de 2019 en Wayback Machine.), 2018[10] (directora, guionista y productora)
- Bigarren sexua (z) collage, 2020 (productora y guionista)
- Tetuán, 2022 (directora, guionista y productora)
- Errotatiba, 2024 (directora, guionista y productora)

## Premios
- Irrintziaren Oihartzunak. Festival Internacional de Cine Invisible ‘Film Sozialak’ (Bilbao) Mejor producción vasca 2017.
- Lurralde Hotzak (Cold Lands). Porto Femme International Film Festival (Portugal) Best International Documentary award 2019.
- Lurralde Hotzak (Cold Lands). Mención especial del jurado en la Mostra internazionale del cinema di Genova (Italia) 2020
- Tetuán. Premio Lauaxeta. 2022, Festival Internacional de Cine Invisible ‘Film Sozialak’ (Bilbao) Mejor producción vasca 2023